# Emoia pseudopallidiceps
Emoia pseudopallidiceps là một loài thằn lằn trong họ Scincidae. Loài này được Brown mô tả khoa học đầu tiên năm 1991.